# Saint-Evroult-Notre-Dame-du-Bois
Saint-Evroult-Notre-Dame-du-Bois là một xã trong tỉnh Orne, vùng Normandie tây bắc nước Pháp. Xã Saint-Evroult-Notre-Dame-du-Bois nằm ở khu vực có độ cao trung bình 272 mét trên mực nước biển.